# Don Ihde
Don Ihde (født 1934, død januar 2024) var en amerikansk professor i filosofi, som anno 2009 var ansat ved Stony Brook University i New York.
Ihde beskæftigede sig fra starten af 1970'erne og frem med filosofier om videnskab og teknologi - og var med til at sætte fokus på den teknologiske erfaring eller perception.
Ihde var forfatter til adskillige bøger med videnskab og teknologi i centrum. Det overordnede tema for Ihdes overvejelser var forholdet mellem menneske og teknologi i erfaringssituationen. Det vil sige den situation, hvor vi som mennesker står i relation til verden igennem teknologien. Erfaringen bliver på den måde formidlet af teknologien.
Ihde var en post-fænomenologisk teoretiker, hvilket vil sige, at hans tanker byggede videre på den traditionelle fænomenologi blandt andet på basis af Edmund Husserls (1859 – 1938) og Martin Heideggers (1889 – 1976) teorier.
Post-fænomenologien baserer sig specielt omkring Maurice Merleau-Pontys (1908 – 1961) teorier, hvor Heidegger analyserede, hvordan teknologien forsvandt fra vores opfattelse igennem brugen af denne, hvorimod Merleau-Ponty koncentrerede sig om, hvordan mennesket står i relation til verden igennem teknologien med kroppen som centrum for erkendelse.
Ihdes undersøgelser havde en klar praktisk vinkel, hvilket også er det, som blandt andet kendetegner forskellen på post-fænomenologien og den traditionelle fænomenologi, ved at den ikke dvæler ved fortiden, men forsøger at se frem for ikke at miste blikket for den konkrete interaktion mellem mennesket og teknologien.